# Phorocerosoma caparti
Phorocerosoma caparti là một loài ruồi trong họ Tachinidae.